# El Manantial, Nopala de Villagrán
El Manantial är en ort i Mexiko.   Den ligger i kommunen Nopala de Villagrán och delstaten Hidalgo, i den sydöstra delen av landet, 100 km nordväst om huvudstaden Mexico City. El Manantial ligger 2 416 meter över havet och antalet invånare är 149.
Terrängen runt El Manantial är kuperad åt sydost, men åt nordväst är den platt. Runt El Manantial är det ganska tätbefolkat, med 155 invånare per kvadratkilometer. Närmaste större samhälle är Nopala de Villagran, 6,4 km nordost om El Manantial. I omgivningarna runt El Manantial växer huvudsakligen savannskog.